# Agustín Pelletieri
Agustín Daniel Pelletieri, né le 17 mai 1982 à Buenos Aires, est un footballeur professionnel argentin disposant également de la nationalité italienne, et évoluant au poste de milieu défensif.

## Biographie
Il fait ses débuts professionnels au Club Atlético Lanús.
À 25 ans, il rejoint l'Europe et le championnat grec pour la saison 2008-2009 en étant prêté à l'AEK Athènes.
Malgré 27 matchs disputés sous le maillot athénien, l'option d'achat de 2,5 millions d'euros n'est pas levée, et le joueur retourne en Argentine.
Pièce maitresse du dispositif du CA Lanús, il a notamment remporté le tournoi d'ouverture du 2007.
En juillet 2011, après avoir été proche de retenter l'aventure européenne en s'engageant à l'AS Monaco, il signe finalement au Racing Club de Avellaneda.
En Septembre 2012, il parvient à arrêter un pénalty.

### Carrière Internationale
Appelé quatre fois en équipe d'Argentine de football, il n'a jamais quitté le banc de touche et ne totalise donc aucune sélection.
Sa dernière convocation remonte à 2008 sous Alfio Basile.

### Palmarès
- CA Lanús
  - Vainqueur du tournoi d'ouverture 2007.

- AEK Athènes
  - finaliste de la Coupe de Grèce 2009.